# Sharla Cheung
Sharla Cheung (chinois simplifié : 张敏 ; chinois traditionnel : 張敏 ; pinyin : Zhāng Mǐn), également connue sous le nom de Cheung Man ou de Chang Min, est une actrice et productrice hong-kongaise née le 7 février 1967. Ayant connu la célébrité après une apparition dans un film avec Stephen Chow, elle est considérée comme une « fille de Sing ».

## Biographie
Sharla Cheung fut découverte par Wong Jing qui la fit jouer dans de nombreuses productions de la première moitié des années 1990. Après être apparue dans Les Dieux du jeu et Swordsman, elle joue aux côtés de Stephen Chow dans All for the Winner, qui marque un tournant dans sa carrière. Le film est un succès et fait d'elle une actrice très populaire à Hong Kong. Par la suite, elle tourne de nombreuses comédies aux côtés de Chow, telles que la trilogie des Fight Back to School, la série des Fist of Fury 1991, Royal Tramp ou King of Beggars. Leur collaboration s'arrête en 1994 avec Hail the Judge. Elle a également tourné fréquemment aux côtés d'Andy Lau dans des films tels que la trilogie des Lee Rock ou Succession par l'épée.
Sharla Cheung est connué pour être apparue dans de nombreux films de sabre (wu xia pian), notamment plusieurs adaptations de romans de Jin Yong comme Swordsman, Royal Tramp, Evil Cult (aux côtés de Jet Li), The Sword Stained with Royal Blood (aux côtés de Yuen Biao) ou The Dragon Chronicles: The Maidens of Heavenly Mountains (aux côtés de Brigitte Lin et Gong Li). D'autres films incluent Holy Weapon avec Michelle Yeoh et Maggie Cheung, Flying Dagger (avec Tony Leung Ka-fai) ou encore Claws of Steel avec Jet Li.
Après avoir tourné plus d'une quarantaine de films entre 1990 et 1995, elle se lance à la production avec Dream Lover et Romantic Dream puis se retire au milieu des années 1990. Elle revient dans les années 2000 et apparait dans des séries télévisées comme Legend of the Book’s Tower (風滿樓) aux côtés de Nicky Wu. En 2006, elle incarne Diao Chan aux côtés de Ray Lui, dans la série Diao Chan.

## Filmographie

### comme actrice
| Année | Titre                                                                         | Role                                             | Réalisateur                                                 | Notes           |
| ----- | ----------------------------------------------------------------------------- | ------------------------------------------------ | ----------------------------------------------------------- | --------------- |
| 1986  | Magic Crystal (魔翡翠)                                                        | Winnie Shen (沈雲妮)                             | Wong Jing                                                   |                 |
| 1987  | The Romancing Star (精裝追女仔)                                               | Man (阿敏)                                       | Wong Jing                                                   |                 |
| 1988  | Bet on Fire (火舞風雲)                                                        | Min (程敏)                                       | Joe Cheung Tung-cho                                         |                 |
| 1988  | Faithfully Yours (最佳女婿)                                                   | Ying (阿英)                                      | Wong Wah-kei                                                |                 |
| 1989  | Operation Pink Squad 2 (Thunder Cops) (猛鬼大廈)                              | Mun                                              | Jeffrey Lau                                                 |                 |
| 1989  | Dream of Desire (花心夢裡人)                                                  | Sally Cheung                                     | O Sing-pui                                                  |                 |
| 1989  | Little Cop (小小小警察)                                                       | Dark Skin                                        | Eric Tsang                                                  |                 |
| 1989  | The Romancing Star 3 (精裝追女仔之3狼之一族)                                  | Auntie Man                                       | Sherman Wong Jing-wa                                        |                 |
| 1989  | Les Dieux du jeu (God of Gamblers, 賭神)                                      | Janet                                            | Wong Jing                                                   |                 |
| 1990  | Swordsman (笑傲江湖)                                                          | Ren Ying Ying (任盈盈)                           | King Hu / Tsui Hark / Ching Siu-tung / Ann Hui / Andrew Kam |                 |
| 1990  | My Neighbours are Phantoms (嘩鬼住正隔籬)                                     | Siu Sin (小倩)                                   | Lau Shut-yue                                                |                 |
| 1990  | All for the Winner (賭聖)                                                     | Yee Mong (綺夢)                                  | Jeffrey Lau / Corey Yuen                                    |                 |
| 1990  | Story of Kennedy Town (西環的故事)                                            | Li (麗)                                          | Wu Ma                                                       |                 |
| 1990  | Les Dieux du jeu 2 (賭俠)                                                     | Dream Lo (夢籮)                                  | Wong Jing                                                   |                 |
| 1991  | Fist of Fury 1991 (新精武門1991)                                              | Mandy Fok (阿敏)                                 | Choh Chung-sing                                             |                 |
| 1991  | Devil’s Vindata (妖魔道)                                                      | Mandy (白敏兒)                                   | Cheung Hoi-ching                                            |                 |
| 1991  | A Chinese Legend (追日)                                                       | Ching-er (小狐精青兒)                            | Lau Hung-chuen                                              |                 |
| 1991  | Fight Back to School (逃學威龍)                                               | Miss Ho                                          | Gordon Chan                                                 |                 |
| 1991  | Les Dieux du jeu 3 : Retour à Shanghai (賭俠Ⅱ上海灘賭聖)                      | Yee Mong (綺夢)                                  | Wong Jing                                                   | cameo           |
| 1991  | Lee Rock [五億探長雷洛傳(雷老虎)]                                             | Grace (白月嫦)                                   | Lawrence Ah Mon                                             |                 |
| 1991  | Lee Rock 2 (五億探長雷洛傳Ⅱ之父子情仇)                                        | Grace (白月嫦)                                   | Lawrence Ah Mon                                             |                 |
| 1991  | The Fatal Game (毒豪)                                                         |                                                  | Shum Dai-wai                                                |                 |
| 1991  | Tiger Cage 3 (冷面狙擊手)                                                     | Suki Cheung                                      | Yuen Woo-ping                                               |                 |
| 1991  | Dances with Dragon (與龍共舞)                                                 | Moon (陳月光)                                    | Wong Jing                                                   |                 |
| 1992  | Fist of Fury 1991 2 (漫畫威龍)                                                | Ah Man (阿敏) / 婉君                             | Choh Chung-sing / Corey Yuen                                |                 |
| 1992  | Truant Heroes (逃學英雄傳)                                                    | Dreamy (林夢想)                                  | Wong Jing                                                   |                 |
| 1992  | Cheetah on Fire (獵豹行動)                                                    | Peggy                                            | Thomas Yip Shing-hong                                       |                 |
| 1992  | Rhythm of Destiny (伴我縱橫)                                                  | Siu Hong (小紅)                                  | Andrew Lau                                                  |                 |
| 1992  | Fight Back to School 2 (逃學威龍2)                                            | Miss Ho                                          | Gordon Chan                                                 |                 |
| 1992  | Royal Tramp (鹿鼎記)                                                          | L'Impératrice douairière (太后) / Lone-er (龍兒) | Wong Jing                                                   |                 |
| 1992  | Deadly Dream Woman (女黑俠黃鶯)                                               | Huang Ying (黃鶯 / 香奈兒)                       | Taylor Wong Tai-lo                                          |                 |
| 1992  | It’s Now or Never (飛女正傳)                                                  | Rose (Ying)                                      | Louis Tan Kwok-hei                                          |                 |
| 1992  | Royal Tramp 2 (鹿鼎記Ⅱ神龍教)                                                 | Lone-er (龍兒)                                   | Wong Jing                                                   |                 |
| 1992  | To Miss with Love (逃學外傳)                                                  | Ms. Chang (張敏)                                 | Chu Yen-ping                                                |                 |
| 1992  | Call Girl '92 (92應召女郎)                                                    | Carmen                                           | Andy Chin Wing-keung                                        |                 |
| 1992  | Succession par l'épée (Handsome Siblings, 絕代雙驕)                           | Eva (移花官官主)                                 | Eric Tsang                                                  |                 |
| 1992  | Invincible (戰龍在野)                                                         | Ah Man (阿敏)                                    | Blacky Ko Sau-leung                                         |                 |
| 1992  | King of Beggars (武狀元蘇乞兒)                                                | Yu-shang (如霜)                                  | Gordon Chan                                                 |                 |
| 1992  | Lover at Large (難得有情郎)                                                   | Lily Lam                                         | Alexander Chan Wong-wa                                      |                 |
| 1993  | Fight Back to School 3 (逃學威龍Ⅲ之龍過雞年)                                  | Man (阿敏)                                       | Wong Jing                                                   |                 |
| 1993  | Legend of the Liquid Sword (笑俠楚留香)                                       | Jellyfish (水母陰姬)                             | Wong Jing                                                   |                 |
| 1993  | Les Griffes d'acier (Claws of Steel) (Last Hero in China, 黃飛鴻之鐵雞鬥蜈蚣) | Ti Yin-er (鐵燕兒)                               | Wong Jing                                                   |                 |
| 1993  | Flying Dagger (神經刀與飛天貓)                                                | Lady Fung (大風騷)                               | Chu Yen-ping                                                |                 |
| 1993  | Holy Weapon (武俠七公主)                                                      | Spider (蜘蛛)                                    | Wong Jing                                                   |                 |
| 1993  | The Buddhist Spell (菩提幽魂)                                                 | Miss Shen                                        | Chao Liu-chiang                                             |                 |
| 1993  | Le Poison et l'épée (The Sword of Many Loves, 飛狐外傳)                       | Purple Yuen (袁紫衣)                             | Poon Man-kit                                                |                 |
| 1993  | Chez 'n Ham Story (Curry and Pepper 3) (芝士火腿)                             | Fanny (粉腸)                                     | Blacky Ko Sau-leng                                          |                 |
| 1993  | The Sword Stained with Royal Blood (新碧血劍)                                 | Kau (九公主)                                     | Cheung Hoi-ching                                            |                 |
| 1993  | Evil Cult (The Kung Fu Cult Master, 倚天屠龍記之魔教教主)                     | Yan So-So (殷素素) / Chao Min (趙敏)             | Wong Jing                                                   |                 |
| 1994  | Underground Judgement (地下裁決)                                              | Senny/Lisa                                       | Raymond Lui Shing-gung                                      |                 |
| 1994  | The Maidens of Heavenly Mountains (新天龍八部之天山童姥)                      | Purple (阿紫)                                    | Andy Ching Wing-keung                                       |                 |
| 1994  | Hail the Judge (九品芝麻官(白面包青天))                                       | Chi Siu-Lin (戚秦氏/小蓮)                        | Wong Jing                                                   |                 |
| 1994  | Crystal Fortune Run (暴風眼)                                                  | Wind Yip (葉風)                                  | Chris Lee Kin-sang                                          |                 |
| 1994  | L'Arnaqueur de Hong Kong (God of Gamblers’ Return, 賭神2)                     | Wan Yau (溫柔)                                   | Wong Jing                                                   |                 |
| 1995  | Romantic Dream (追女仔95之綺夢)                                               | Mandy                                            | Lee Lik-chi                                                 | productrice     |
| 1995  | Yakusa contre triades (Dragon Killer, 狂情殺手)                               | Lam Miu                                          | Tony Liu Yong                                               |                 |
| 1995  | Ten Brothers (十兄弟)                                                         | Ha’s Wife                                        | Lee Lik-chi                                                 |                 |
| 1996  | Back for Your Life (索命)                                                     |                                                  | Chris Lee Kin-sang                                          |                 |
| 2000  | Zhanguo Hongyan Xi Shi (戰國紅顏 西施)                                        | Xi Shi (西施)                                    | Cheung Kin-wai / Yeung Chi-kin / Danny Ko Lam-pau           | série télévisée |
| 2003  | The Two Individual Package Women (兩個獨立包裝的女人)                         | Christy Cheung                                   | Roger Lau Kwok-fai                                          |                 |
| 2003  | The Sixth Sense (第六感)                                                      | Cheung Ying-yu / Cheung Xin-yu                   | Leung Ho-yi                                                 |                 |
| 2003  | My Celebrity Boyfriend (我的明星仔男友)                                       | Li (麗)                                          | Lin Hongjie (林宏杰)                                        | série télévisée |
| 2004  | Cang Hai You Long (沧海游龙)                                                  | Jin Zhu / Xin Yonglian                           | Tam Yui-ming                                                | série télévisée |
| 2005  | Legend of the Book’s Tower (風滿樓)                                           | Fang Yun-er (方云儿) / San Nainai (三奶奶)       | Huang Jianzhong (黄健中)                                    | série télévisée |
| 2006  | Fan Fu Da Yuan (范府大院)                                                     |                                                  | Wang Xiaolie (王小列)                                       | série télévisée |
| 2006  | Diao Chan (貂蝉)                                                              | Diao Chan                                        | Chen Jialin (陈家林)                                        | série télévisée |
| 2022  | Inn (客栈)                                                                    | Yu Liufang (玉留芳)                              | Wong Jing                                                   | court métrage   |

### comme productrice
| Année | Titre                            | Réalisateur | Notes             |
| ----- | -------------------------------- | ----------- | ----------------- |
| 1995  | Dream Lover (一千零一夜之夢中人) | Bosco Lam   |                   |
| 1995  | Romantic Dream (追女仔95之綺夢)  | Lee Lik-chi | également actrice |